# Veselin Đuranović
Veselin Đuranović (en serbio cirílico: Веселин Ђурановић) (17 de mayo de 1925 – 30 de agosto de 1997) fue un político comunista montenegrino. Fue primer ministro de la República Federativa Socialista de Yugoslavia entre 1977 y 1982.
Djuranović nació cerca de Danilovgrad, en la que en entonces era parte del Reino de Yugoslavia. Ejerció como presidente del consejo ejecutivo de Montenegro de 1963 a 1966. Luego asumió como presidente del Comité Central de la Liga de Comunistas de Montenegro de 1968 a 1977. Ese mismo año ingresó a la política nacional yugoslava, ejerciendo como presidente del consejo ejecutivo (primer ministro) de Yugoslavia de 1977 a 1982. 
Đuranović hizo una visita de estado a la República Socialista de Checoslovaquia en octubre de 1977, donde conoció al Primer ministro Lubomír Štrougal.
Tiempo después, llegó a la Presidencia de Montenegro entre 1982 a 1983. Fue miembro por Montenegro de la presidencia colectiva de Yugoslavia y ejerció como presidente de Yugoslavia de 1984 a 1985. 
En 1989, todo el gobierno de Montenegro y así como el Comité Central del Partido Comunista dimitió, incluyendo a Đuranović. Tras la caída del gobierno socialista, se retiró a su ciudad natal, Martinići, donde falleció a los 72 años de edad.